# Mokřady Turce

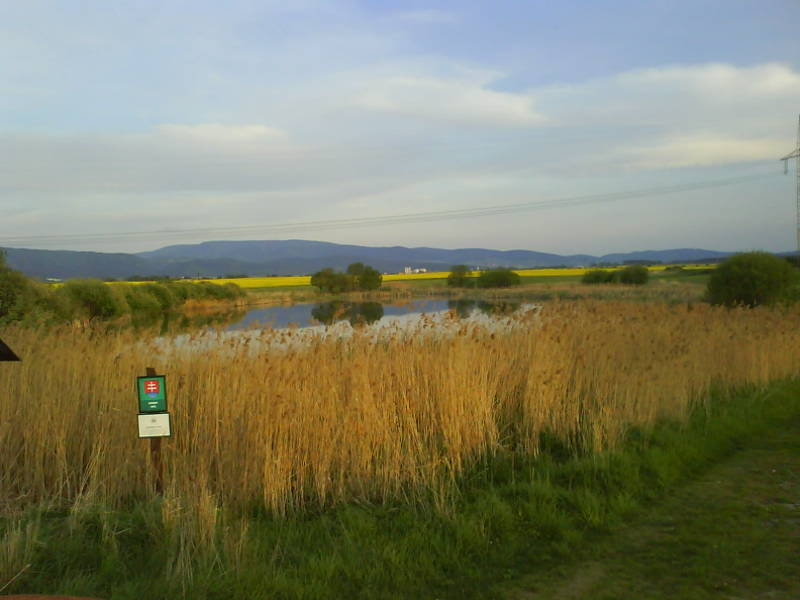
Mokřady Turca - Ivančínske bažiny

Mokřady Turce jsou chráněna Ramsarská lokalita s plochou více než 750 ha (včetně ochranného pásma), sestávající z několika menších celků – národních přírodních rezervací (Turiec, Kláštorské lúky, Rakšianske rašelinisko) a chráněných areálů (Jazernické jazierko, Ivančinské močiare, Diviacke kruhy, Žarnovica).
Mokřady byly 17. února 1998 zařazeny mezi tzv. Ramsarské lokality – tedy do seznamu mezinárodně významných mokřadů.